# Dro Trisumje Taknang
Dro Trisumje Taknang (tibétain : འབྲོ་ཁྲི་སུམ་རྗེ་སྟག་སྣང, Wylie : vbro khri sum rje stag snang) ou Shang Trisumje, appelé en chinois Shang Qixiner (chinois simplifié : 尚绮心儿 ; chinois traditionnel : 尚綺心兒 ; pinyin : Shàng Qǐxin'ér), est un homme politique et un officier de l'Empire du Tibet.  Il est lönchen (བློན་ཆེན་, blon chen, lönchen, chancelier du Tibet) de 800 à 836.